# St. Ägidius (Degerndorf am Inn)

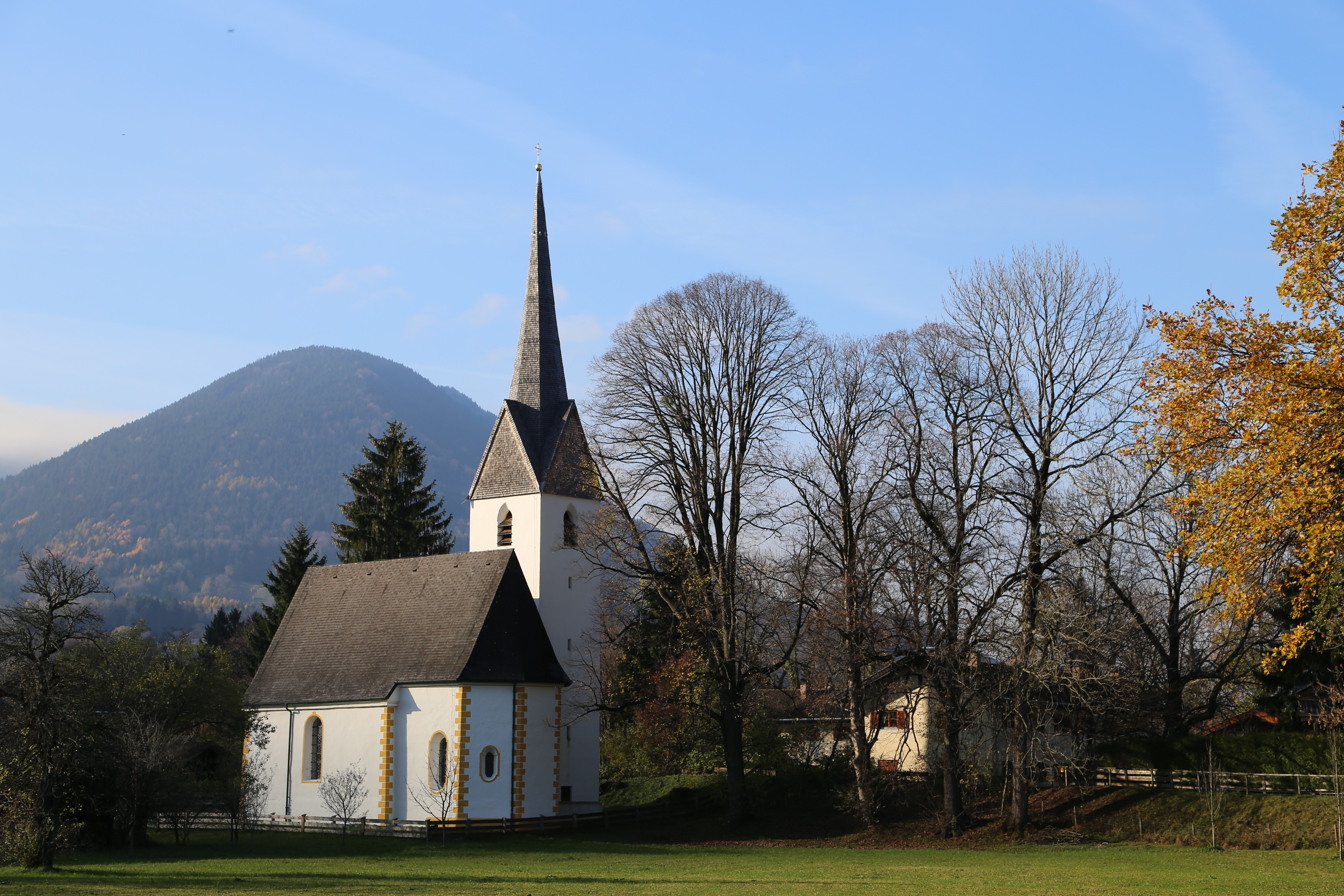
St. Ägidius in Degerndorf am Inn

Die römisch-katholische Filialkirche St. Ägidius steht in Degerndorf am Inn, einem Gemeindeteil von Brannenburg im oberbayerischen Landkreis Rosenheim. Das Bauwerk ist in der Liste der Baudenkmäler in Brannenburg unter der Nr. D-1-87-120-25 eingetragen. Die Kirche gehört zum Dekanat Rosenheim im Erzbistum München und Freising.

## Beschreibung

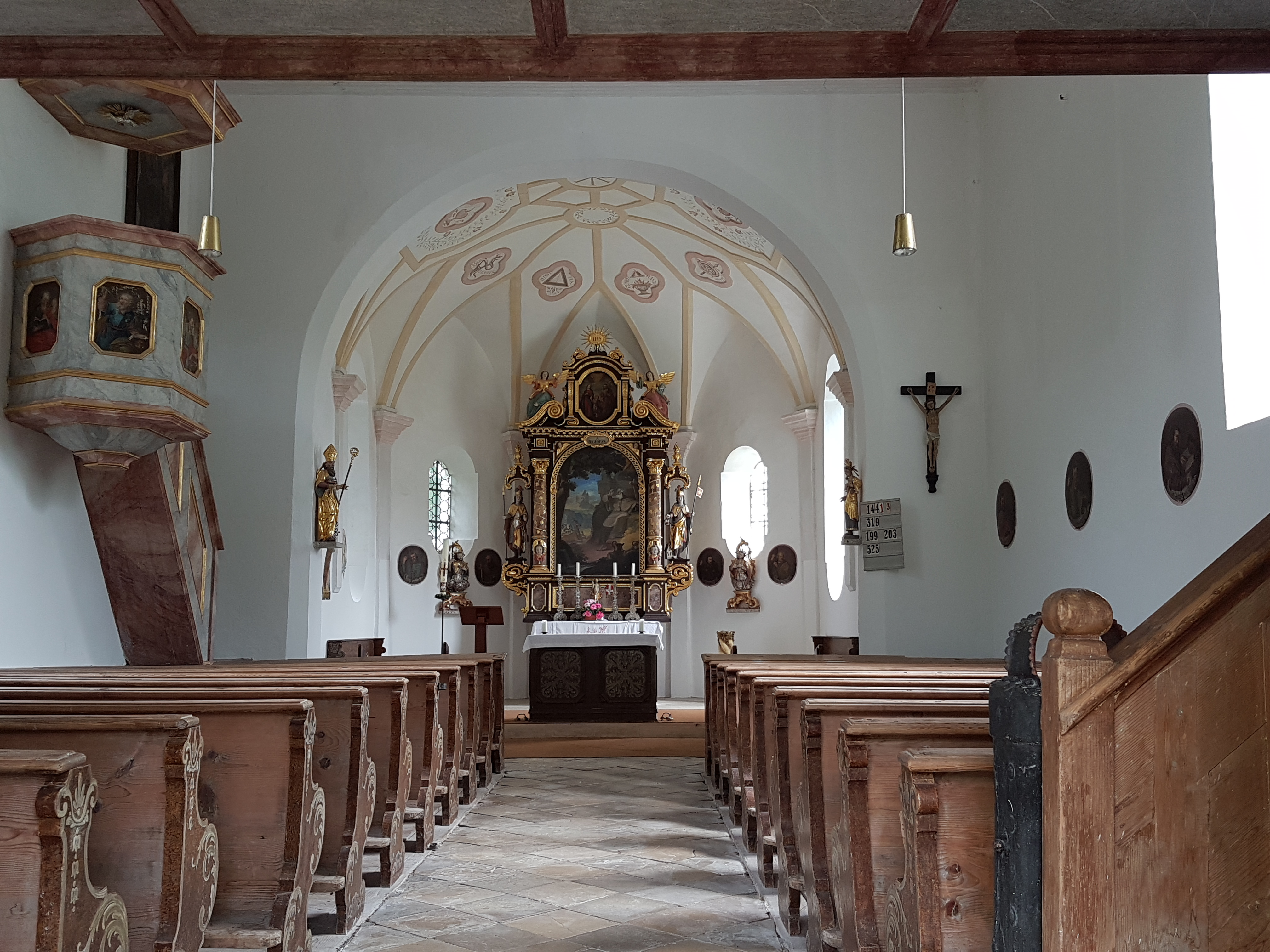
Innenraum

Die Saalkirche mit dem im Kern erhaltenen romanischen Langhaus wurde 1659 und 1741 barock umgestaltet. Östlich des Kirchenschiffs befindet sich der eingezogene, dreiseitig geschlossene Chor mit dem an der Nordwand stehenden Chorflankenturm, in dessen Erdgeschoss sich die Sakristei befindet. Der Turm wurde 1873 um ein Geschoss mit dem Glockenstuhl aufgestockt und zwischen den Giebeln mit einem spitzen Helm bedeckt.
Der Innenraum des Chors wurde 1659 mit einem Stichkappengewölbe überspannt. Auf dem Altarretabel des Hochaltars ist der heilige Ägidius dargestellt.